# ياسر عبد الرحمن
ياسر عبد الرحمن فهمي (10 ديسمبر 1961، حي المنيل، القاهرة) ملحن ومؤلف موسيقي مصري وهو ابن الأديب الراحل عبد الرحمن فهمي كاتب مسلسل السقوط في بئر سبع وزوج المطربة حنان ماضي سابقًا.
قام بتأليف موسيقى الكثير من الأعمال الدرامية والسينمائية بالإضافة إلى تلحين العديد من الأغاني والألبومات.

## تعليمه
تلقى تعليمه بمعهد الموسيقى العربية بأكاديمية الفنون وحصل على شهادة البكالوريوس في الموسيقى بتقدير امتياز عام 1983، وقررت إدارة المعهد تعيينه معيداً لآلة الكمان. وحصل على درجة الدكتوراه في التأليف الموسيقي من ألمانيا.

## مشواره الفني
بدأت موهبة التأليف الموسيقي في الظهور عند ياسر عبد الرحمن في منتصف الثمانينات وقام بعدة محاولات جادة في هذا المجال، إلى جانب تمسكه الشديد بالآلة كعازف محترف ولم يفترق عنها حتى وقتنا هذا
ثم بدأ ظهور أول عمل فني له كمؤلف موسيقي عام 1989 حيث قام بوضع الموسيقى التصويرية لفيلم (الأمبراطور) والتي نال عنها جائزة مهرجان القاهرة السينمائي الدولي لأحسن موسيقى تصويرية. وبعدها ترشح لمسلسل الوسية ثم السقوط في بئر سبع حتى مسلسل المال والبنون الذي كان بمثابة الشرارة الحقيقية لانطلاقه وبدأ اسمه يلمع بين الأوساط الفنية.

## أعماله الفنية

### مع المطربين
- إبراهيم الحجار - غناء تترات مسلسل الوهم والسلاح (1995)
- مني عبد الغني - ألبوم جريئة 1994 (الأغاني الداخلية لفيلم الباشا)
- عمرو دياب - ميتحكيش عليها 1995(ألبوم راجعين)
- عمرو دياب - رجعت من السفر 1995 (ألبوم راجعين)
- حنان ماضي - شدي الضفاير 1996
- حنان ماضي - إمبارح كان 1996
- حنان ماضي - ليلة عشق 1996
- حنان ماضي - شباك قديم 1997
- حنان ماضي - الوشاح الأبيض 1997
- حاضر - محمد فؤاد 1992
- شجن - محمد فؤاد 1992
- ارمي حمولك عليا- ايمان الطوخي 1995
- علي عيني - محمد فؤاد 1988
- علي الحجار - ألبوم (تجيش نعيش)
- علي الحجار - يا طالع الشجرة
- عارف - محمد فؤاد 1990
- طبلي - محمد فؤاد 1988
- حمدالله علي السلامة - محمد فؤاد 1988
- امال ماهر - يا عيني عليك يا طيبة 2006
- روبي - ليه 2008
- علي الحجار - يا مصري ليه 2009
- هشام نور - لو تقدري 1999
- هبة حلمي أمين - يألف ليلة وليلة
- رابح صقر - الوهم والحقيقة
- مايهمناش - للموسيقار ياسر عبد الرحمن - للعدالة وجوه كثيرة
- يا كل صرخة ألم - بداية حياة الجوهري
- ياسر عبد الرحمن | من كتر ما الغربة خدِتنا
- ياسر عبد الرحمن - يا ولدي - غناء محمد الحلو
- ممدوح بيرم: أغنية هو انتي ليه بعيدة كدة - من فيلم هي فوضى
- ياسر عبد الرحمن | يا عيني عليكي يا طيبة - غناء آمال ماهر
- مدحت صالح: غناء تترات مسلسلات الحقيقة والسراب، 2003 - حضرة المتهم أبي، 2006
- محمد رشدي (ضمن أوبريت غنائي)
- محمد قنديل (أغاني مسلسل الأصدقاء)
- روبي (فيلم ليلة البيبي دول)
- مسلسل (ملوك الجدعنه) 2021

### الموسيقى التصويرية للأفلام
- حكايات الغريب
- فخ الجواسيس
- المواطن مصري
- الإمبراطور
- الباشا
- يوم حار جدا
- العشق والدم (2002)
- يادنيا ياغرامى
- عرق البلح
- عفريت النهار
- تفاحه
- نزوه (1996)
- بوابه ابليس (1993)
- الحب بين قوسين (1993)
- جبر الخواطر
- كشف المستور
- مستر كاراتيه (1993)
- ليه يا بنفسج (1993)
- ناصر56 (1996)
- أيام السادات (2001)
- الطريق إلى ايلات
- خيانة مشروعة
- ملاكي أسكندرية
- ليلة البيبي دول
- حسن ومرقص
- هي فوضى
- ساعة ونص (2012)

### الموسيقى التصويرية للمسلسلات
- الوقف
- الوسيه
- السقوط في بئر سبع
- التوأم
- المال والبنون
- الضوء الشارد
- الرجل الآخر
- الحقيقة والسراب
- اين قلبى
- المرسى والبحار
- الليل واخره
- فارس العرب (2002)
- الفرار من الحب
- المهنة طبيب
- الدم والنار
- الحرافيش (السيرة العاشوريه)
- الف ليله وليله
- اللعب في المضمون
- الوهم
- ايامنا
- ازواج وزوجات
- امانه ياليل
- الوشاح الأبيض
- أهل الدنيا
- الاعصار
- حضرة المتهم أبي
- حياة الجوهرى
- حلم اخر الليل
- الوهم والسلاح
- أمشير
- حاره الطبلاوى
- خالتي صفيه والدير
- دمى ودموعى وابتسامتى
- رجل في زمن العولمة
- ساره
- الأصدقاء
- سوق العصر
- أولاد الشوارع
- سيف الدولة الحمدانى
- الحب بعد المداولة
- سـقــف العالم (2007)
- البحار مندي
- العائلة والناس
- شربات
- شملول
- شكرا يا
- طعم الايام
- طيور الشمس
- عماره الاسرار
- فارس بلا جواد
- قلب الاسد
- كلمات
- كناريا وشركاه
- لعبه الايام
- لما التعلب فات
- يعود الماضي يعود
- ياورد مين يشتريك
- الابطال (الجزء الأول) (1996)
- موعد مع الوحوش (2010)
- آدم (2011)
- أستاذ ورئيس قسم (2015)
- ملوك الجدعنة (2021)

### في المسرحيات
- سكة السلامة 2000
- ياغوله عينك حمرا
- لعبة الحب والجنان (1992) (ألحان وتوزيع أغنية «يا قلبي غني» وتوزيع أغنية «لما الشتا يدق البيبان»)

## مسلسلات إذاعية
- شلبي فوق السحاب

## ألبومات
- ناصر 56 1997
- ذكريات (التؤام -الضوء الشارد) 1997
- عرق البلح 2000
- ليلة البيبي دول 2008

| ذكريات | ناصر56 | ليلة البيبي دول |
| ------ | ------ | --------------- |
|        |        |                 |

## جوائزه
- تم تكريمه عام 2005 من مهرجان الموسيقى العربية ليصبح أصغر مكرم في تاريخ المهرجان بأعتباره رمز من رموز الموسيقى في مصر.
- جائزة السينما المصرية من مهرجان القاهرة السينمائي الدولي عام 1990 عن فيلم الإمبراطور.
- جائزة أحسن موسيقى تصويرية من مهرجان الإسكندرية السينمائي الدولي العاشرعام 1994 عن فيلم يوم حار جدا
- وفي نفس العام حصل على جائزة أحسن موسيقى تصويرية من مهرجان جمعية الفيلم السنوى في دورته العشرين عن فيلم الباشا.
- جائزة أحسن موسيقى تصويرية من مهرجان الإسكندرية السينمائي الدولي الحادي عشر عام1995 عن فيلم جبر الخواطر.
- جائزة أحسن موسيقى تصويرية من مهرجان الإذاعة والتليفزيون عام1995 عن فيلم الطريق إلى ايلات.
- جائزة أحسن موسيقى تصويرية من المهرجان القومى الثاني عشر للسينما المصرية عام1996عن فيلم يا دنيا يا غرامى للمؤلف محمد حلمى هلال.
- تم تكريمه من مهرجان القاهرة السنيمائى الدولي تقديرا لعطائه المتميز في مجال الموسيقى التصويرية بمناسبة مئوية السينما المصرية.
- جائزة أحسن موسيقى تصويرية في أكبر استفتاء جماهيرى لقناة النيل للدراما عامى 2000و2002.
- جائزة أحسن موسيقى تصويرية من الجمعية المصرية لفن السينما عن فيلم أيام السادات عام 2002.
- حصل على تميمة الإبداع كأحسن مؤلف موسيقى 2003.
- جائزة الإبداع الذهبية وشهادة تقدير وجائزة مالية قدرها ثمانية جنيهات ذهبية.
- جائزة أحسن موسيقى تصويرية في مجموعة الأعمال الدرامية من مهرجان الإذاعة والتليفزيون عن مسلسل الليل وآخره.
- أفضل موسيقى تصويرية لعامى 2004 و2005 في استفتآت الشرق الأوسط.
- وجهت الدعوة للموسيقار ياسر عبد الرحمن لكي يقود اوركسترا إيطاليا الفيلهارمونى عام 2009
- فاز بجائزة اوسكار السينما المصرية عن موسيقي فيلم حسن ومرقص عام 2009

## برامج اذاعية
برنامج ساعة سمع - اذاعة نجوم اف ام

## وصلات خارجية
- ياسر عبد الرحمن على موقع IMDb (الإنجليزية)
- ياسر عبد الرحمن على موقع ديسكوغز (الإنجليزية)
- ياسر عبد الرحمن على موقع قاعدة بيانات الفيلم (الإنجليزية)